# Cellmembran

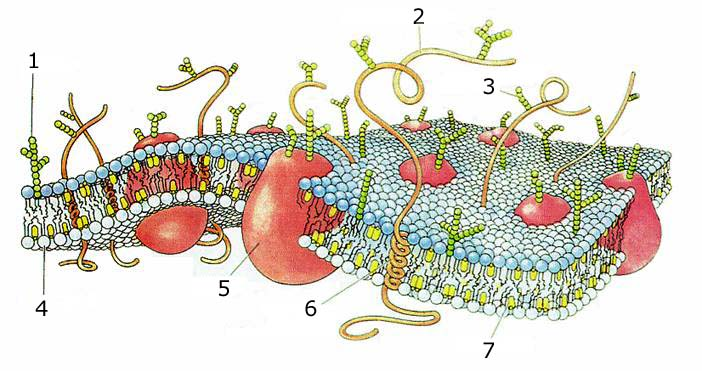
Ett cellmembran, med några typiska sorters molekyler.
1. Glykolipid, fett som på membranets utsida har en "svans" av socker.
2. Protein till stor del uppbyggt av alfahelixar.
3. Oligosackarid som sidokedja på ett glykosylerat protein.
4. Fosfolipid, här ritat som vitt polärt huvud och tunna zig-zag-svansar, fettsyrorna, i cellmembranets inre.
5. Globulärt protein.
6. Opolär, lipofil del av ett protein som går tvärs igenom membranet.
7. Kolesterol, här ritat som gula och avrundade.

Ett cellmembran är en cells avgränsning mot omvärlden. Membranet skyddar cellen, en roll liknande den som huden har för en människa. Ett cellmembran består av ett dubbelt lager av ett slags fett, lipider (framförallt fosfolipider), proteiner och kolesterol. En fosfolipid har ett polärt (hydrofilt, vattensökande) huvud och två opolära (hydrofob, vattenavvisande) svansar. Fosfolipiden är orienterad med huvudet utåt och de opolära svansarna inåt mot mitten i det dubbla lagret.
Cellmembranet kan beskrivas som en sfärisk halvflytande mosaik av lipider och proteiner. Membranproteinerna kan vara jonkanaler, alltså proteiner som utgör kanaler mellan cellen och omvärlden för passage av andra molekyler, eller receptorer – proteiner som behövs för adhesion (vidhäftning) till andra celler och till extracellulär matrix (se cellkontakter).